# Cecilia Damström
Cecilia Damström, född 28 juli 1988 i Helsingfors, är en finlandssvensk tonsättare. 

## Karriär
Damström har studerat komposition vid Tammerfors yrkeshögskola (2008–2014) och vid Musikhögskolan i Malmö (2014–2015) under ledning av Hannu Pohjannoro och Luca Francesconi.
Damström har vunnit Teosto priset år 2022 för sitt verk ICE. Hon har vunnit priset för bästa barnopera år 2018 med sin opera "Dumma Kungen". Därtill han hon vunnit första pris i International Vocal Espoo Choral Composition Competition, International Linköpings Studentsångare Composition Award samt International Josef Dorfman Composition Competition. Hennes verk har spelats på festivaler såsom Tammerfors Biennalen (2010, 2012 och 2014), Summer Sounds Festival av Avanti! Chamber Orchestra.

## Verkförteckning

### Orkesterverk
- Extinctions (2023), op 86, symfoniorkester, 20 min[6]
- Wasteland (2022), op 81, symfoniorkester, 20 min[6]
- ICE (2021), op.77, symfoniorkester, 10 min[7]
- Fretus (2021) op. 78, stråkorkester, 10 min[8]
- Nixus (2020), op. 75, symfoniorkester, 10 min[9]
- Lucrum (2018), op. 57, symfoniorkester, 7 min[10]
- Tundo! (2016/2018), op. 49, symfoniorkester, 10 min[11]
- Infirmus (2015), op. 40, stråkorkester, 7 min[12]
- Paradiso (2015), op. 36, blåsorkester, 4 min
- Unborn (2012-2014). op. 31, symfoniorkester eller kammarorkester, 10 min

### Opera
- Vickan & Väinö (2019), barnopera, 35 min[13]
- Djurens planet (2018), barnopera, 40 min[14]
- Dumma kungen (2016), barnopera, 65 min[15]
- Dying (2015), op. 41, 60 min

### Kammarmusik
- Vibrations (2021), blockfklöjt, violin och orgel, 17 min
- Cura (2020), violin och piano, 7 min
- Helene (2020), piano och blåskvartett, 20 min[16]
- Nisus (2019), stråktrio, 7 min
- Aino (2018), Pierrot ensemble, 23 min[17]
- Letters (2018), stråkkvartett, 15 min[18]
- Minna (2017), pianokvintett, 24 min[19]
- Celestial Beings (2018), violin och altviolin, 13 min
- Groove (2015), flöjt och akkordeon, 7 min
- Via Crucis (2012-2014), stråkkvartett, 20 min[20]

### Soloverk
- Renewables (2022), accordion, 14 min
- Epitaph (2018), piano, 5 min
- Shapes (2016), accordion, 16 min
- Characters (2015) 11 miniatyrer för piano, 6 min[21]
- Sydänlaulu (2014), violin, 6 min[22]
- Under Stjärnhimmelen (2014) for piano/organ/guitar, 2:30 min
- Psychedelic (2012), piano, 11 min[23]
- Loco (2010), altviolin, 5 min[24]
- Piano Delirium (2009), piano, 3 min[25]

### Vokala verk
- Framtidens skugga (2019-2020), mezzosorpan och piano, 18 min
- Öar i ett hav som strömmar (2018), sopran och piano, 15 min
- Tidens ordning (2017), basbariton och piano, 8 min[26]
- Ordet (2015-2016) för kvinno- och mansröst, cla, 2 vln, vla, vlc, cb, 13 min
- Dagbok (2011) sånger för sopran och orkester eller piano, 10 min[27]
- Landet som icke är (2009),  sop, bar, 2 vln, vla, vlc, cb, tr, perc, 7 min

### Körverk
- The Holocene Extinction (2023), op. 85, manskör, 9 min[28]
- Hav (2020), manskör, 15 min
- Requiem for our Earth (2019), damkör med elektronik och video projicering, 30 min [29]
- Angor (2015), blandad kör, 6 min
- At Teasdale’s (2016), manskör, 5 min [30]
- Credo (2012), blandad kör, 7min
- El jardín de las morenas (2014), barnkör, 7m in
- Han som du älskar finns inte mer (2009), blandad kör, 7 min[31]
- Min Gud (2010), blandad kör eller damkör, 11 min[32]

## Pris och utmärkelser
- Teostopriset 2022[33]
- Årets barnopera 2018[34]
- Rosenborg-Gehrmans stipendium till ung tonsättare 2018[35]
- International Vocal Espoo Choral Composition Competition[3]
- International Linköpings Studentsångare Composition Award[4]
- International Josef Dorfman Composition Competition[5]